# Gandesa
Gandesa – miasto w Hiszpanii, w południowo-zachodniej części Katalonii, siedziba comarki Terra Alta. Miejscowość turystyczno-przemysłowa.
Ważnym sektorem gospodarki jest produkcja wina, rolnictwo, znajdują się tu również zakłady przemysłowe produkujące papier oraz tekturę.
Gandesa w przeszłości była miejscem gdzie odbywały się walki wojen karlistowskich. Również miejsce ciężkich walk hiszpańskiej wojny domowej w lipcu 1938 roku, w których uczestniczyła Brygada im. Jarosława Dąbrowskiego.